# Gibasis pauciflora
Gibasis pauciflora är en himmelsblomsväxtart som först beskrevs av Ignatz Urban och Erik Leonard Ekman, och fick sitt nu gällande namn av David Richard Hunt. Gibasis pauciflora ingår i släktet Gibasis och familjen himmelsblomsväxter. Inga underarter finns listade.